# 丹尼斯·萊米
丹尼斯·萊米（英語：Denis Leamy；1981年11月27日—）是一位愛爾蘭橄欖球運動員。他是愛爾蘭國家橄欖球隊的一員，代表愛爾蘭參加了2011年世界盃橄欖球賽。